# 長城の戦い
長城の戦い（ちょうじょうのたたかい）は、中国の戦国時代に斉の長城において起こった三晋（魏・趙・韓）の連合軍と斉軍の間の戦いである。

## 経緯
紀元前405年、斉の大夫の田悼子が死去し、田和が後を嗣ぐと、田布が大夫の田孫（公孫孫）を殺した。斉の大夫の田会（公孫会）が廩丘に反乱を起こしていた趙に帰順する。田布が廩丘を包囲したため、魏の翟角・趙の孔屑らが廩丘の救援に向かい、龍沢で田布を撃破した。
紀元前404年、周の威烈王は韓景子・趙烈子・魏の翟角に命じて斉を攻撃させ、長城に入らせた。このとき越王翳も斉に侵攻していたが、魯の稷門の外で斉の康公と会盟し、講和した。三晋の軍は斉軍を撃破し、追撃して汧水にいたった。

## 戦後
三晋の大夫は斉に入り、斉の田和・田淏と溋門の外で会盟し、斉は長城を修築してはならず、廩丘を攻撃してはならないとされた。晋の烈公は長城の戦いの戦果である斉の捕虜や首級を周の威烈王に献上し、斉の康公や魯の穆公・宋の悼公・衛の慎公・鄭の繻公をともなって威烈王に朝見した。